# 롱카인 (연호)
롱카인(베트남어: Long Khánh / 隆慶 융경 / 1373년 ~ 1377년 5월)은 베트남 쩐 왕조(陳朝) 예종(睿宗) 쩐낀(陳曔)의 연호이다.

## 개원
- 티에우카인(紹慶) 4년 1월 1일[1](율리우스력 1373년 1월 24일)에 연호를 롱카인(隆慶)으로 개원함.[2][3]

- 롱카인(隆慶) 5년 5월 13일[4](율리우스력 1377년 6월 19일)에 연호를 쓰엉푸(昌符)로 개원함.[2][3]

## 연대 대조표
| 롱카인 | 서기(西紀) | 간지(干支) | 명나라 연호    |
| 원년   | 1373년     | 계축(癸丑) | 홍무(洪武) 6년 |
| 2년    | 1374년     | 갑인(甲寅) | 홍무 7년       |
| 3년    | 1375년     | 을묘(乙卯) | 홍무 8년       |
| 4년    | 1376년     | 병진(丙辰) | 홍무 9년       |
| 5년    | 1377년     | 정사(丁巳) | 홍무 10년      |

## 동시대 연호

### 중국(몽골)
명(明)
- 홍무(洪武) (1368년 ~ 1398년)

북원(北元)
- 선광(宣光) (1371년 ~ 1379년)

### 일본
남조(南朝)
- 분추(文中) (1372년 ~ 1375년)
- 덴주(天授) (1375년 ~ 1381년)

북조(北朝)
- 오안(應安) (1368년 ~ 1375년)
- 에이와(永和) (1375년 ~ 1379년)

## 같이 보기
- 다른 왕조의 같은 연호
  - 명(明) 융경(隆慶, 1567년 ~ 1572년)

- 베트남의 연호